# Pat Condell
Patrick Condell (født 23. november 1949) er engelsk stand-up komiker og internet-personlighed. Han vandt en Time Out Comedy Award i 1991 og har desuden været regelmæssig panel-deltager på BBC radio.
Siden 2007 har han med jævne mellemrum lagt en række hjemmeproducerede videoer ud på diverse websteder, såsom Youtube, i hvilke han tager religion under knivskarp humoristisk behandling. Disse videoer er blevet set af adskillige millioner mennesker og har gjort ham til et kendt internet-fænomen.
Condell er – mildt sagt – kritisk over for al religion, og hans videoer anses af mange for at være stærkt kontroversielle. Således har han modtaget adskillige dødstrusler, og i oktober 2008 blev hans video "Welcome to Saudi Britain" censureret af Youtube. Efter pres fra brugere, hvoraf nogle i protest lagde videoen ud på egne brugerprofiler, blev censuren dog ophævet.